# Chapelle expiatoire

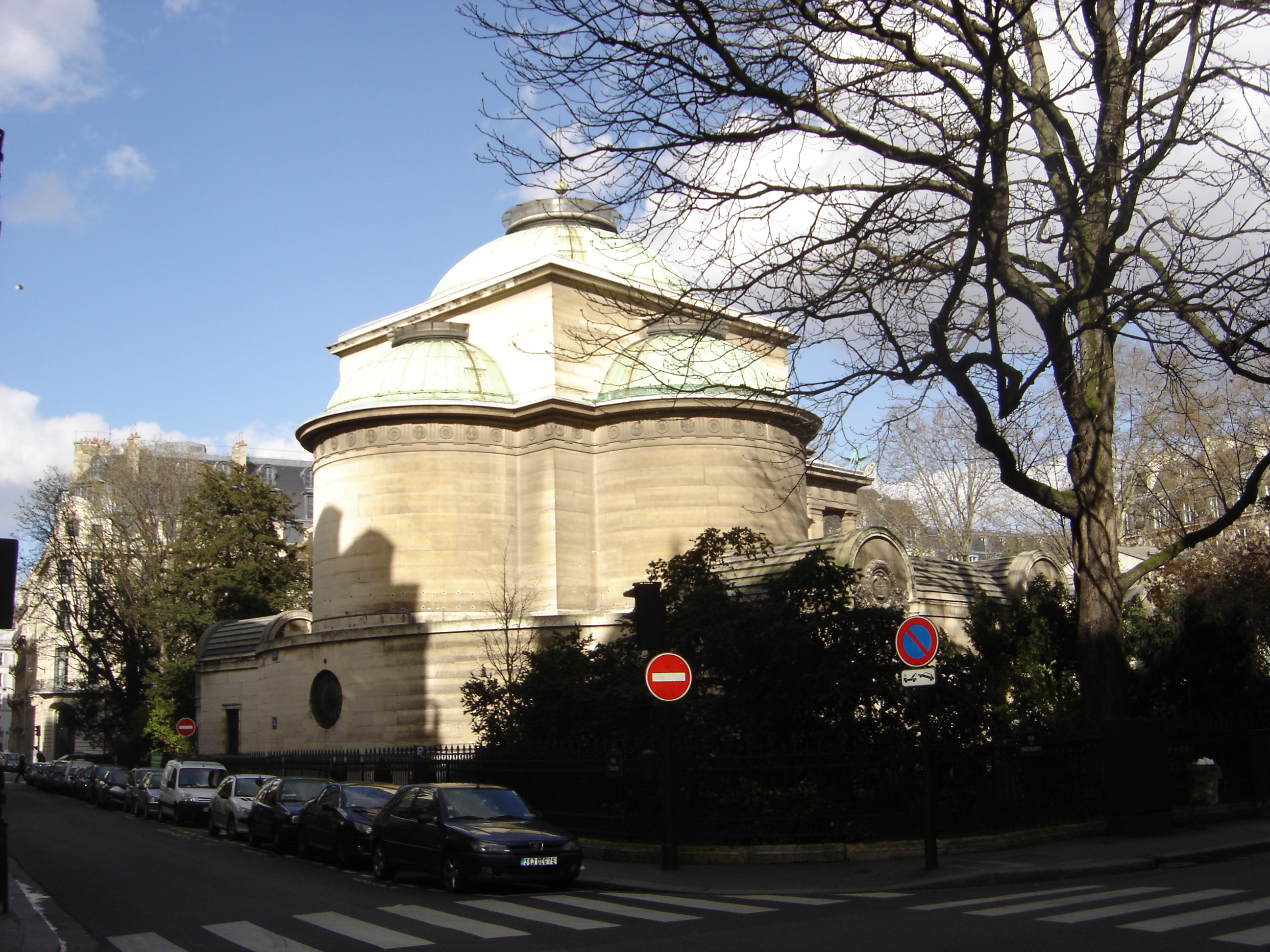
Die chapelle expiatoire, von der rue d’Anjou aus betrachtet

Die Chapelle expiatoire (Sühnekapelle) ist eine Kapelle im 8. Arrondissement von Paris. Sie wurde im Auftrag von Ludwig XVIII. auf dem Standort des ehemaligen Friedhofes Madeleine (Cimetière de la Madeleine) errichtet. Sie ist eine Gedenkstätte für Ludwig XVI. und dessen Frau Marie-Antoinette, die auf dem Friedhof begraben waren, bevor dieser weichen musste und ihre Körper über 21 Jahre nach der Bestattung exhumiert und in die Basilika Saint-Denis umgebettet wurden.

## Geschichte
Der am 21. Januar 1793 hingerichtete Ludwig XVI. und die am 16. Oktober 1793 ebenfalls hingerichtete Marie-Antoinette wurden auf dem Friedhof Madeleine begraben, wie über weitere 3.000 Opfer der Französischen Revolution.
Am 3. Juni 1802 wurde das Land des Friedhofes von Pierre-Louis Olivier Desclozeaux gekauft, der seit 1789 in der Nähe wohnte. Er markierte die Stelle, an der das Königspaar begraben war, mit einer Hecke, zwei Weiden und einer Zypresse.
Im Zuge der Restauration bat die Herzogin von Angoulême Marie Thérèse Charlotte de Bourbon, die erstgeborene Tochter des Paares, ihren Onkel König Ludwig XVIII. nach den Leichnamen suchen zu lassen. Ihre Gebeine wurden am 18. und 19. Januar 1815 exhumiert und in die Basilika Saint-Denis verbracht.
Am 11. Januar 1816 verkaufte Desclozeaux das Haus und den ehemaligen Friedhof an Ludwig XVIII., der die Kosten von 3 Millionen Livres für den Bau der Chapelle expiatoire bereitstellte. Der Bau dauerte 10 Jahre, die Einweihung fand 1826 statt. Der Altar in der Krypta markiert den exakten Ort der ehemaligen Grabstätte Ludwigs XVI. Seit 1865 ist die Kapelle von der parkartigen Platzanlage des Square Louis XVI umgeben.

## Architektur

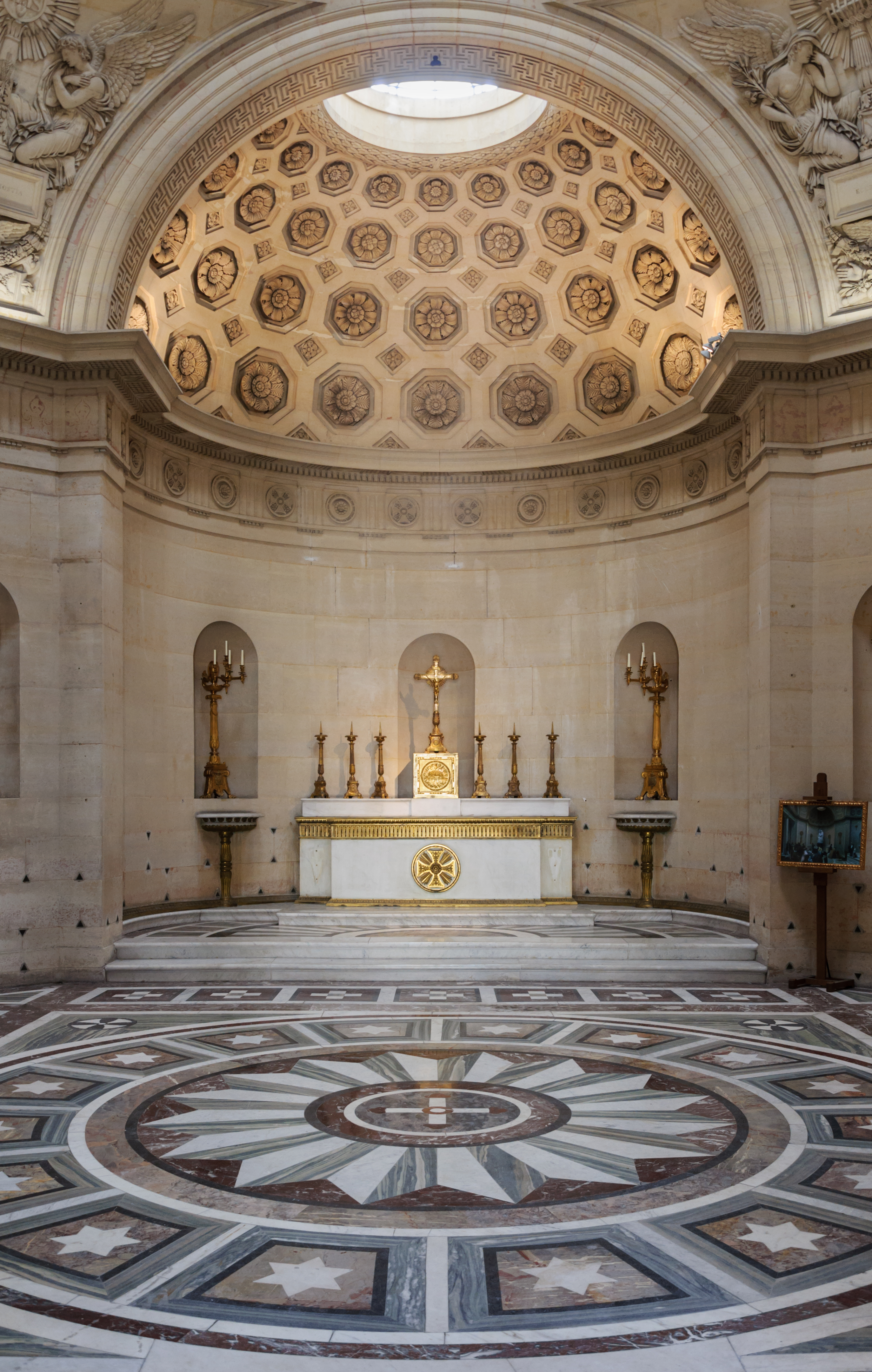
Innenraum

Der Bau stammt von den Architekten Pierre-François-Léonard Fontaine und seinem Schüler Louis-Hippolyte Lebas aus dem Jahre 1816. Der auch gelegentlich als Architekt genannte Charles Percier, ein enger Vertrauter Fontaines, hatte seine Karriere schon 1804 beendet.
Die Kapelle bildet mit einem Eingangspavillon und zwei Seitengalerien eine Gesamtanlage, die einen Innengarten umfasst. Dieser Innenhof liegt deutlich über dem Bodenniveau des umgebenden Parks des Square Louis XVI, da hier der beim Bau angefallene Aushub, inklusive der darin befindlichen Gebeine aus den Zeiten des Massengrabs abgelagert wurde. Symbolische Grabsteine an den zum Innenhof gelegenen Wänden der Seitengalerien erinnern an die Schweizergardisten, die bei der Gefangennahme Ludwigs XVI. in den Tuilerien getötet wurden.
Im Inneren der Kapelle stehen Statuen Ludwigs XVI. und Marie-Antoinettes aus weißem Marmor. Ludwig XVI. ist als Kniender dargestellt, der von einem Engel gestützt wird. Diese Skulpturengruppe stammt von dem Bildhauer François Joseph Bosio. Marie Antoinette ist ebenfalls kniend zu sehen. Sie schaut zu einer weiblichen Figur auf, die die Religion symbolisiert. Der Schöpfer dieser Figurengruppe ist der Bildhauer Jean-Pierre Cortot. Beide Marmorstandbilder wurden von Marie Thérèse Charlotte de Bourbon, der Tochter des Königspaares, finanziert. In deren Sockeln sind das Testament des Königs und der letzte Brief seiner Frau an ihre Schwägerin eingraviert.